# Championnat du Venezuela de football 1984
Navigation
Saison 1983 Saison 1985
La saison 1984 du championnat du Venezuela de football est la vingt-huitième édition du championnat de première division professionnelle au Venezuela et la soixante-quatrième saison du championnat national. 
Le championnat se déroule en deux phases :
- la première phase voit les onze formations regroupées au sein d'une poule unique où elles s'affrontent deux fois, à domicile et à l'extérieur. Les huit premiers se qualifient pour la Liguilla tandis que le meilleur club de Segunda A est promu en fin de saison, afin de revenir à une compétition à douze clubs.
- la deuxième phase, la Liguilla, voit les huit qualifiés s'affronter à nouveau deux fois. Le club en tête du classement à l'issue de la compétition est sacré champion et se qualifie, en compagnie de son dauphin, pour la Copa Libertadores 1985.

C'est le club du Deportivo Tachira qui remporte la compétition, après avoir terminé en tête du classement final, avec deux points d'avance sur le Deportivo Italia et l'Atlético Zamora. C'est le troisième titre de champion du Venezuela de l'histoire du club.
Cette saison marque le retour du Deportivo Portugués après un an d'absence de l'élite. A contrario, le club d'UD Lara ne participe pas au championnat cette saison.
La fin de première phase est perturbée par les difficultés économiques de deux formations, Petroleros de Zulia et l'ULA Mérida, pourtant tenant du titre. La rencontre entre les deux équipes est annulée et déclarée perdue pour les deux par la fédération vénézuélienne et ils quittent l'élite en fin de saison.

## Les clubs participants
| - Deportivo Táchira - Deportivo Italia - Portuguesa FC - Atlético Zamora - Petroleros del Zulia | - Atlético San Cristóbal - Estudiantes de Mérida - Mineros de Guayana - Deportivo Carabobo - Promu de Segunda A - Deportivo Portugués - ULA Mérida |

## Compétition
Le barème utilisé pour établir les différents classements est le suivant :
- Victoire : 2 points
- Match nul : 1 point
- Défaite : 0 point

### Première phase
| Rang | Équipe                 | Pts | J  | G  | N | P  | Bp | Bc | Diff |
| ---- | ---------------------- | --- | -- | -- | - | -- | -- | -- | ---- |
| 1    | Deportivo Italia       | 27  | 20 | 10 | 7 | 3  | 26 | 15 | +11  |
| 2    | Atlético San Cristóbal | 25  | 20 | 8  | 9 | 3  | 17 | 10 | +7   |
| 3    | Deportivo Tachira      | 22  | 20 | 9  | 4 | 7  | 25 | 22 | +3   |
| 4    | Portuguesa FC          | 21  | 20 | 8  | 5 | 7  | 33 | 17 | +16  |
| 5    | Atlético Zamora        | 21  | 20 | 7  | 7 | 6  | 22 | 18 | +4   |
| 6    | ULA MéridaT            | 21  | 20 | 7  | 7 | 6  | 16 | 13 | +3   |
| 7    | Estudiantes de Mérida  | 20  | 20 | 7  | 6 | 7  | 17 | 13 | +4   |
| 8    | Deportivo Portugués    | 20  | 20 | 7  | 6 | 7  | 24 | 24 | 0    |
| 9    | Deportivo CaraboboP    | 18  | 20 | 5  | 8 | 7  | 14 | 17 | -3   |
| 10   | Petroleros de Zulia    | 12  | 20 | 4  | 4 | 12 | 10 | 32 | -22  |
| 11   | Mineros de Guayana     | 11  | 20 | 3  | 5 | 12 | 8  | 33 | -25  |

|  | Qualification pour la Liguilla             |
|  | T : Tenant du titre P : Promu de Segunda A |

### Liguilla
| Rang | Équipe                 | Pts | J  | G | N | P  | Bp | Bc | Diff |
| ---- | ---------------------- | --- | -- | - | - | -- | -- | -- | ---- |
| 1    | Deportivo Tachira      | 21  | 14 | 9 | 3 | 2  | 23 | 11 | +12  |
| 2    | Deportivo Italia       | 19  | 14 | 8 | 3 | 3  | 20 | 13 | +7   |
| 3    | Atlético Zamora        | 19  | 14 | 9 | 1 | 4  | 22 | 17 | +5   |
| 4    | ULA Mérida             | 17  | 14 | 7 | 3 | 4  | 21 | 11 | +10  |
| 5    | Deportivo Portugués    | 13  | 13 | 6 | 1 | 6  | 15 | 18 | -3   |
| 6    | Atlético San Cristóbal | 12  | 14 | 4 | 4 | 6  | 9  | 16 | -7   |
| 7    | Estudiantes de Mérida  | 5   | 13 | 1 | 3 | 9  | 7  | 17 | -10  |
| 8    | Portuguesa FC          | 4   | 14 | 1 | 2 | 11 | 5  | 19 | -14  |

|  | Qualification pour la Copa Libertadores 1985 |
|  | T : Tenant du titre P : Promu de Segunda A   |

- La rencontre entre le Deportivo Portugués et Estudiantes de Mérida n'a pas été disputée.

## Bilan de la saison
| Championnat du Venezuela de football 1984 |                              |
| Champion                                  | Deportivo Tachira (3e titre) |
| Coupes et trophées                        |                              |
| Vainqueur de la Coupe du Venezuela 1984   | Non disputée                 |
| Qualifications continentales              |                              |
| Copa Libertadores 1985                    | Deportivo Tachira            |
| Copa Libertadores 1985                    | Deportivo Italia             |
| Promotions et relégations                 |                              |
| Promus en Primera División                | Caracas FC                   |
| Relégués en Segunda A                     | Aucun                        |